# Eriogonum galioides
Eriogonum galioides är en slideväxtart som beskrevs av Ivan Murray Johnston. Eriogonum galioides ingår i släktet Eriogonum och familjen slideväxter. Inga underarter finns listade i Catalogue of Life.